# Hôtel dit Château-Gaillard
L'hôtel Château-Gaillard, puis Moriceau de Cheusse, est une maison située à Fontenay-le-Comte, en France.

## Localisation
La maison est située à Fontenay-le-Comte, dans le département français de la Vendée.

## Description
Le portail monumental à l'entrée sont composées de trois groupes de figures plus grandes que natures, inspirés de modèles antiques : Laocoon et ses fils, Diane chasseresse à gauche et Hercule combattant le lion de Némée à droite. Cet ensemble se démarque par son originalité dans la production régionale, réalisées par Jacob Maurain et Baptiste Giroul. Les statues furent terminés en 1703 pour le prix 3 423 livres 12 sols de l'époque. 

## Historique
L'hôtel particulier en question, s'élevait sur cet emplacement de la "villa de Thiverçay", du nom de son propriétaire qui était l'un des principaux chefs Mérovingiens en Bas-Poitou et l'habitait au Ve siècle. Durant de longs siècles, l'histoire de cette villa restera très nébuleuse. 
Au XVIIe siècle, la villa de Thiverçay sera transformé en "Château Gaillard" afin de servir de résidence au sénéchal de Fontenay-le-Comte. Moriceau de Cheuse, titulaire, l'occupa en 1691. Nonobstant, le château Gaillard est incendié, puis reconstruit en 1703 et prit alors le nom de "Maison de Cheuse". L'édifice fut également la résidence de Mgr Henri de Béthune, évêque de Maillezais.
Durant la Révolution, l'hôtel deviendra "Maison Nationale" et sera à nouveau incendié en 1795. La construction actuelle de l'édifice date de 1816,  et ellle fut dédiée pour la famille de Villeneuve-Esclapon. Elle prendra le nom par la suite d'hôtel de Villeneuve.
Le portail de l'édifice est inscrit au titre des monuments historiques en 2009.

## Galerie

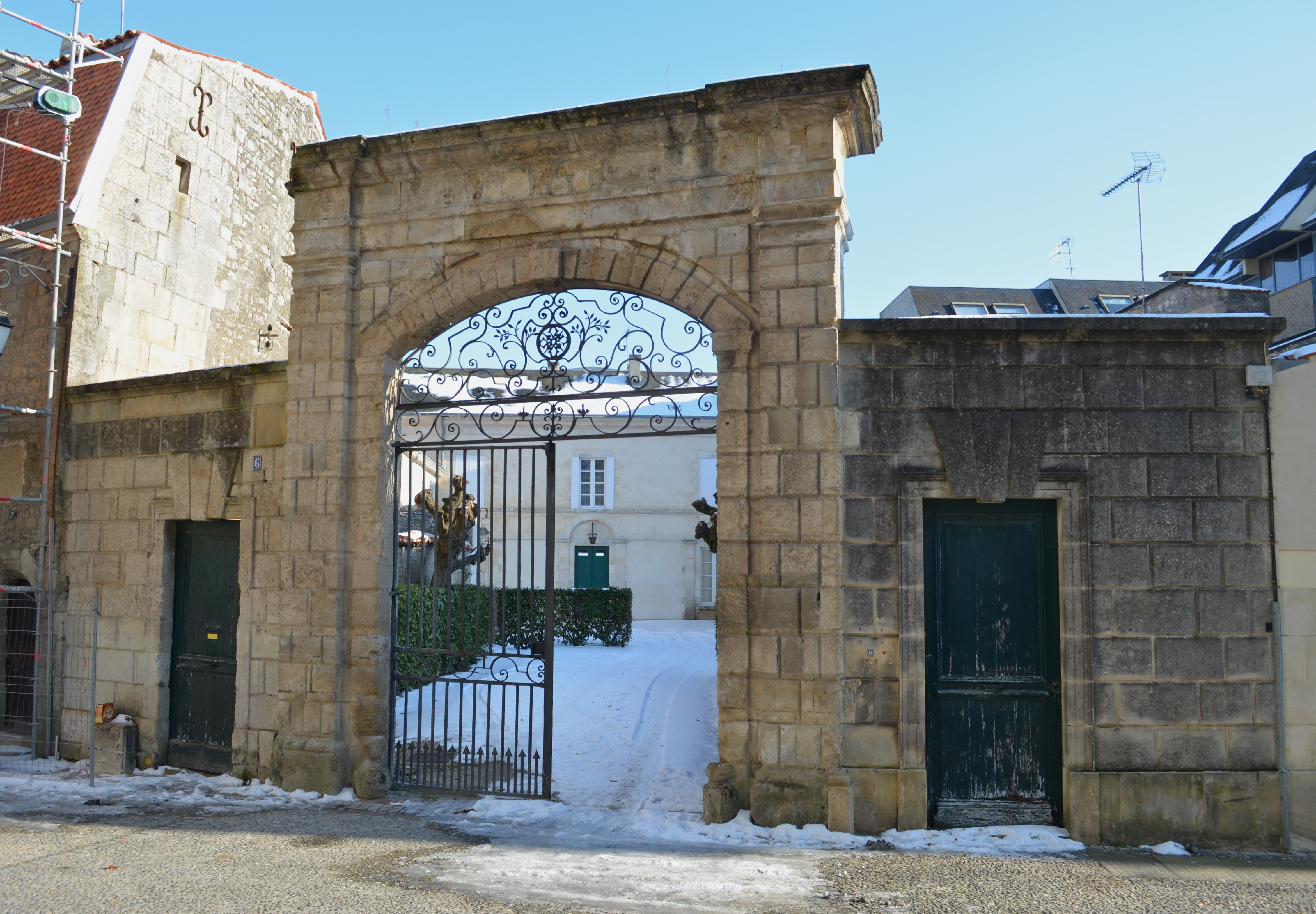
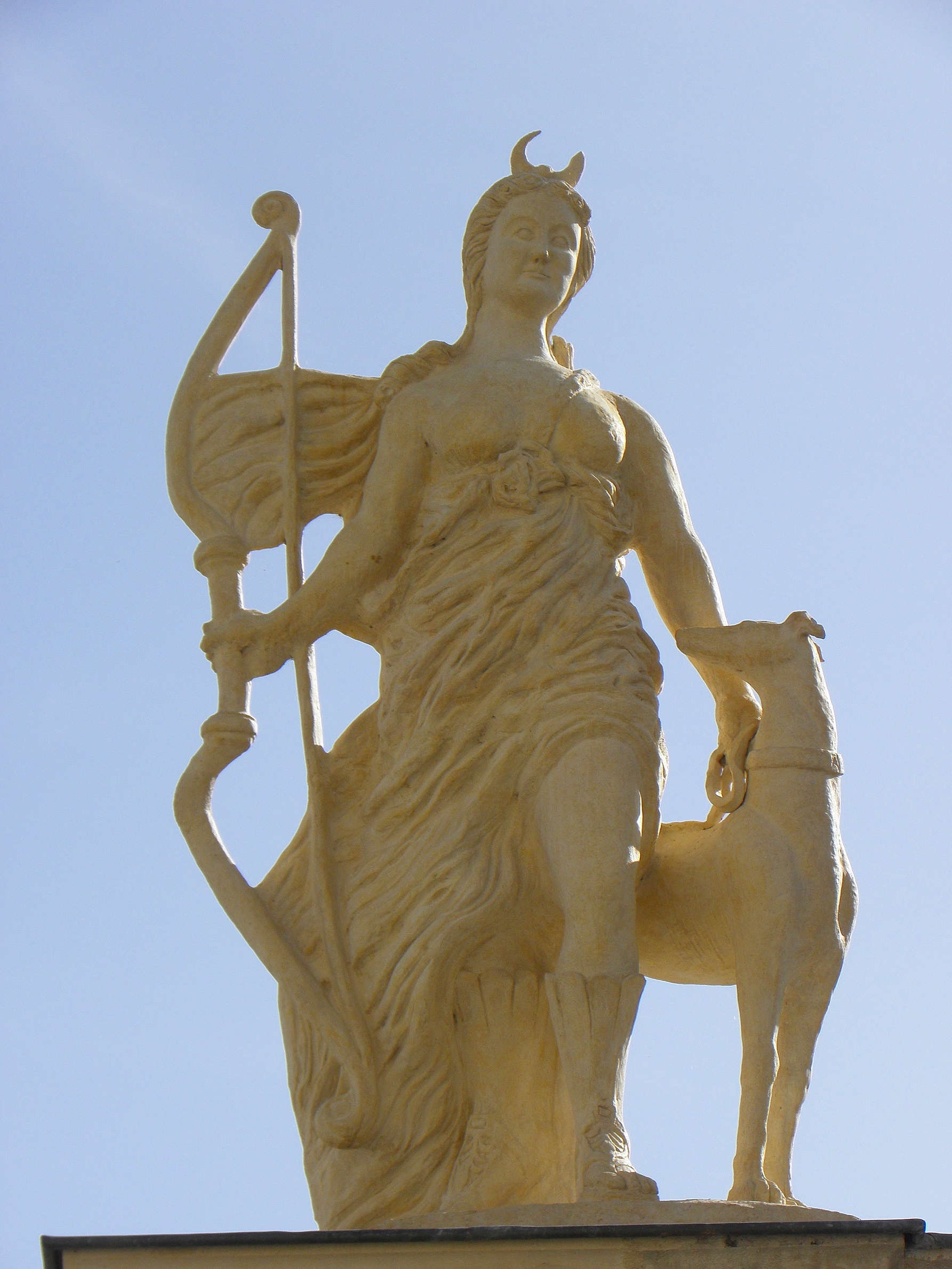
Statue de Diane chasseresse.
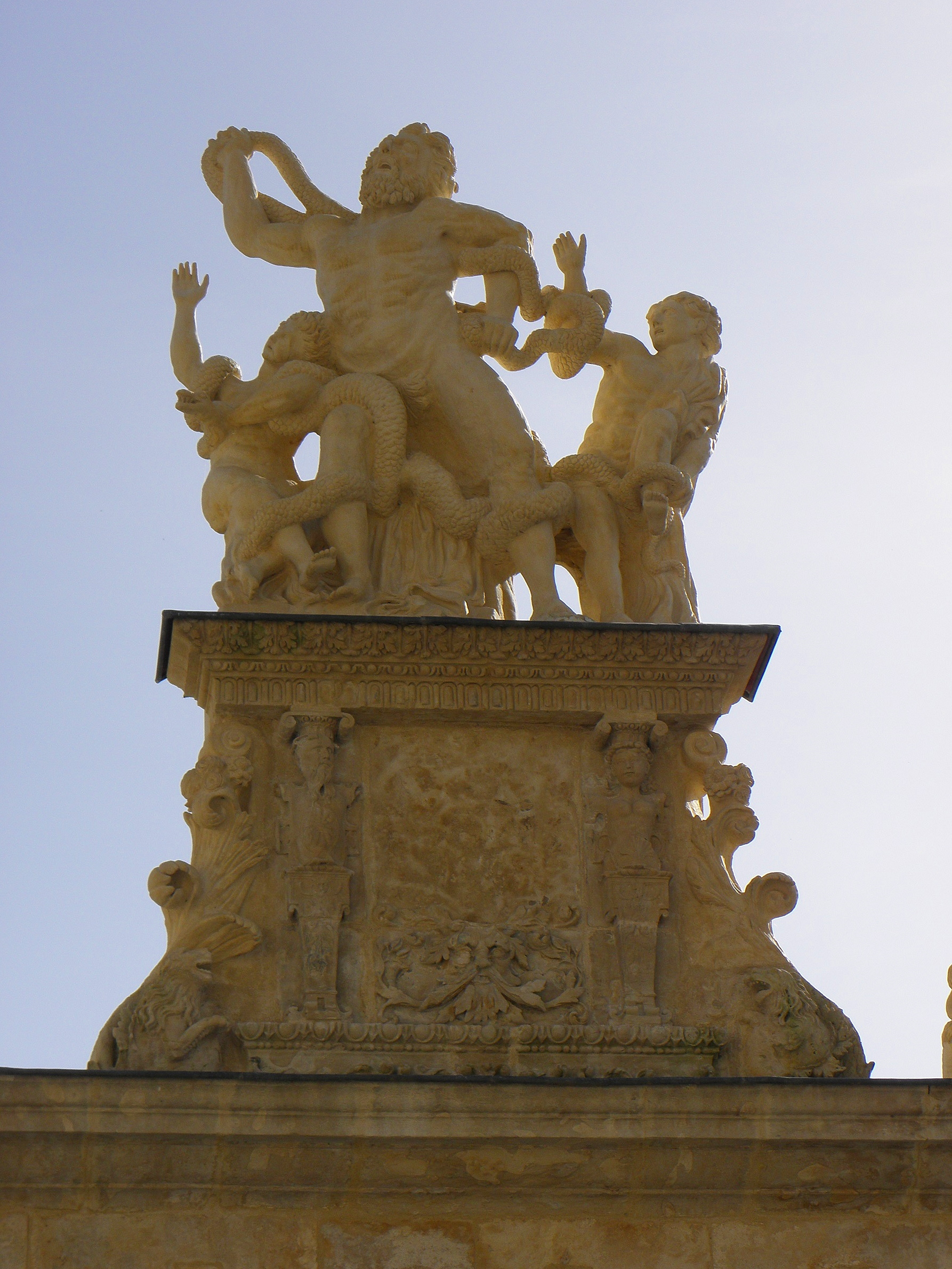
Statue de Laocoon.
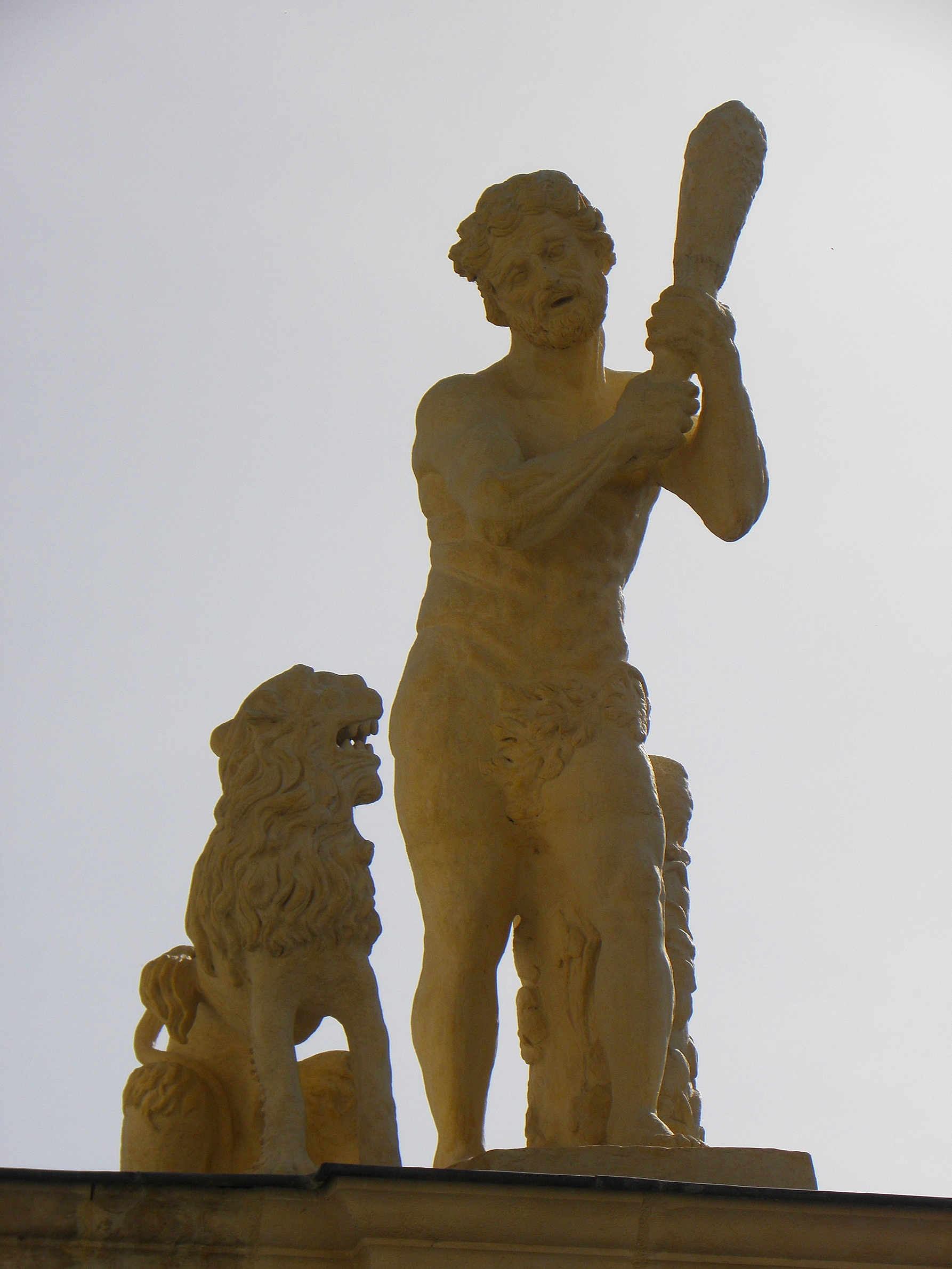
Statue d'Hercule et du lion de Némée.